# Városliget
Il Városliget (Parco della Città o Parco Municipale) è il primo parco pubblico del mondo che si trova nella XIV circoscrizione di Budapest. Il parco ha un'estensione di 100 ettari e, come si dice il suo nome (Városliget in ungherese significa "boschetto della città"), si trova al centro della città nei pressi di Hősök tere.
Considerato uno dei principali luoghi di svago e relax nel cuore della capitale, il parco ospita numerosi edifici e d'inverno il Palaghiaccio, la più grande pista di pattinaggio d'Europa sul sito del lago artificiale del Castello Vajdahunyad.
Il Városliget è servito dalla stazione della metropolitana Széchenyi fürdő.

1: Ristorante Gundel
2: Zoo e Giardino botanico
3: Grande Circo Municipale
4: Ex Parco degli Svaghi
5: Bagni Széchenyi
6: Castello Vajdahunyad
7: Petőfi Csarnok
8: Museo dei Trasporti
9: Piazza degli Eroi
10: Museo di belle arti
11: Galleria d'arte Műcsarnok

## Galleria d'immagini

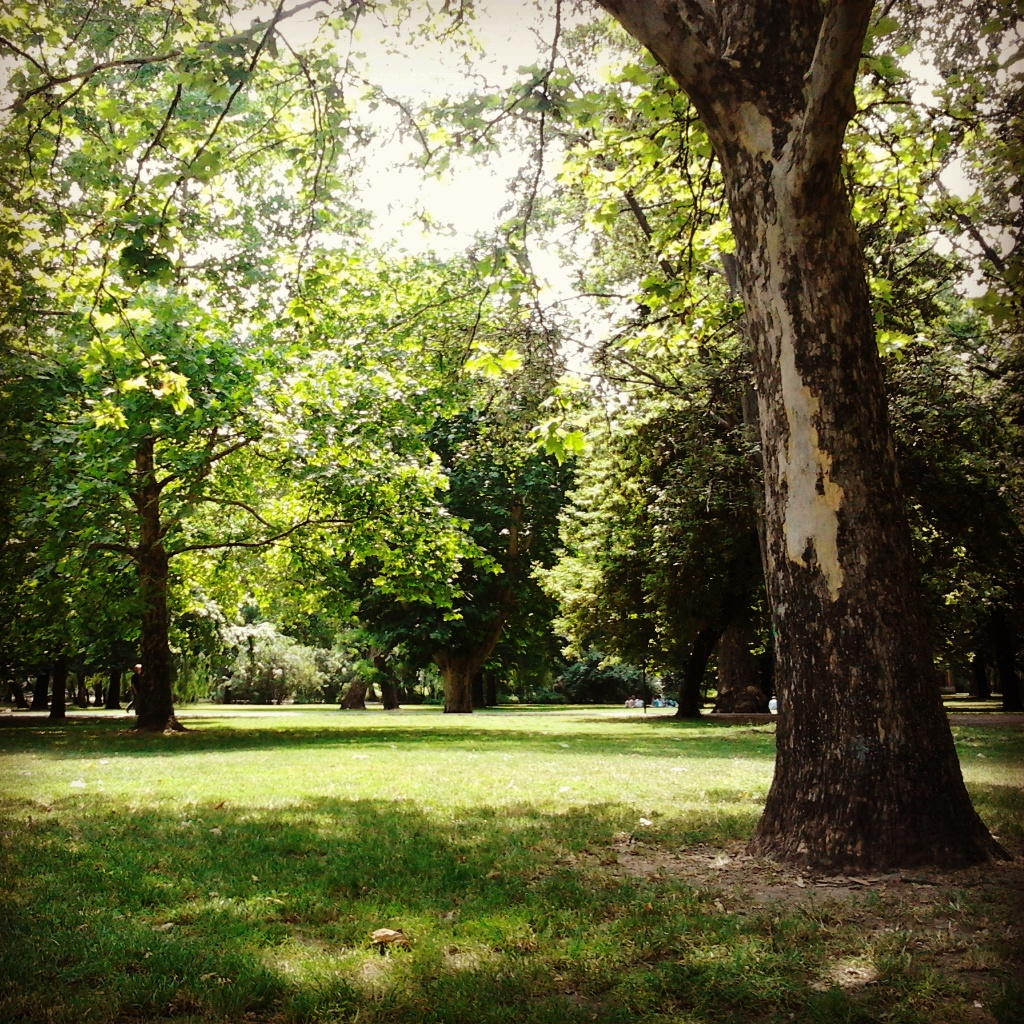
Alberi del parco
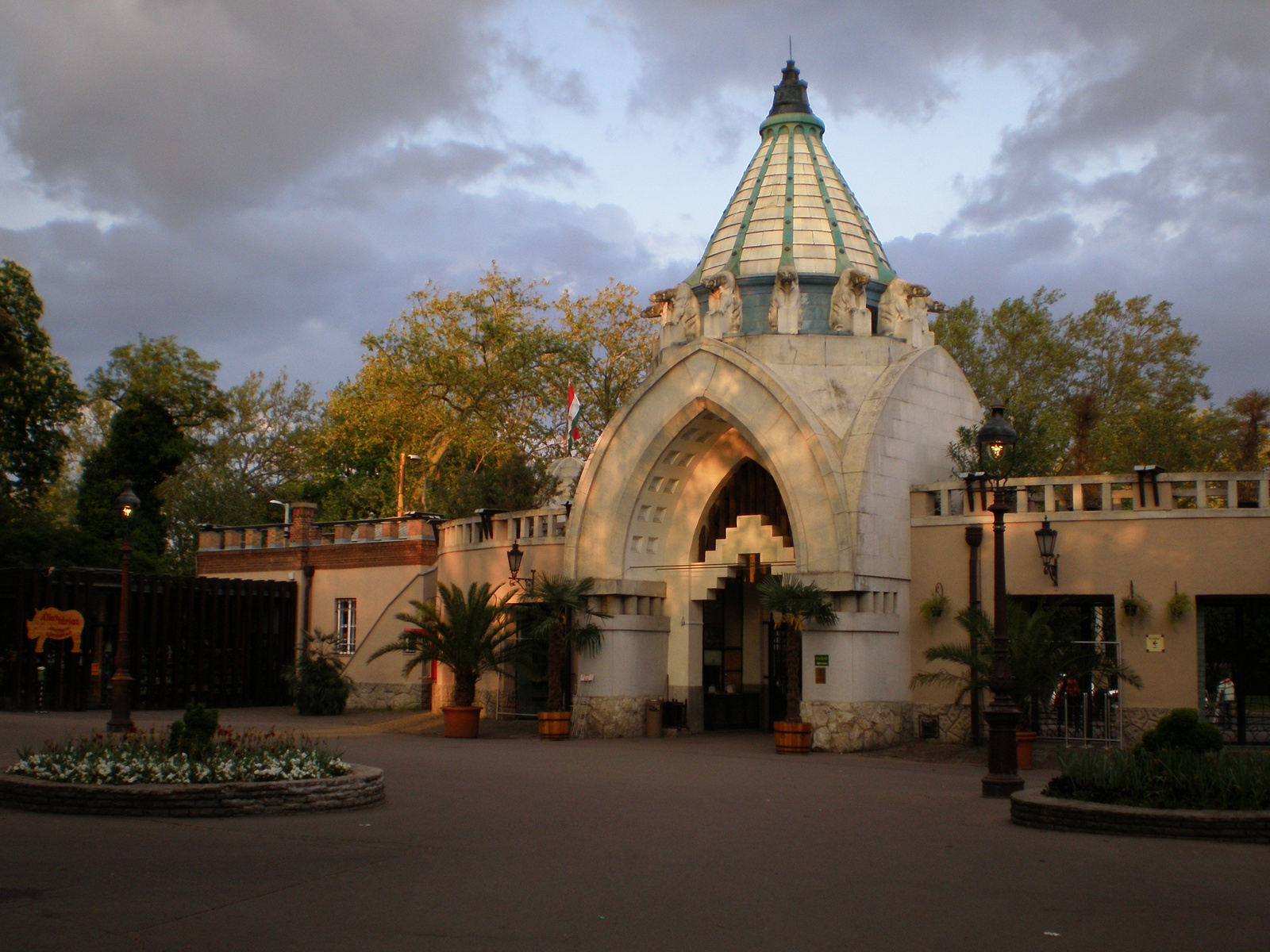
Lo Zoo e giardino botanico
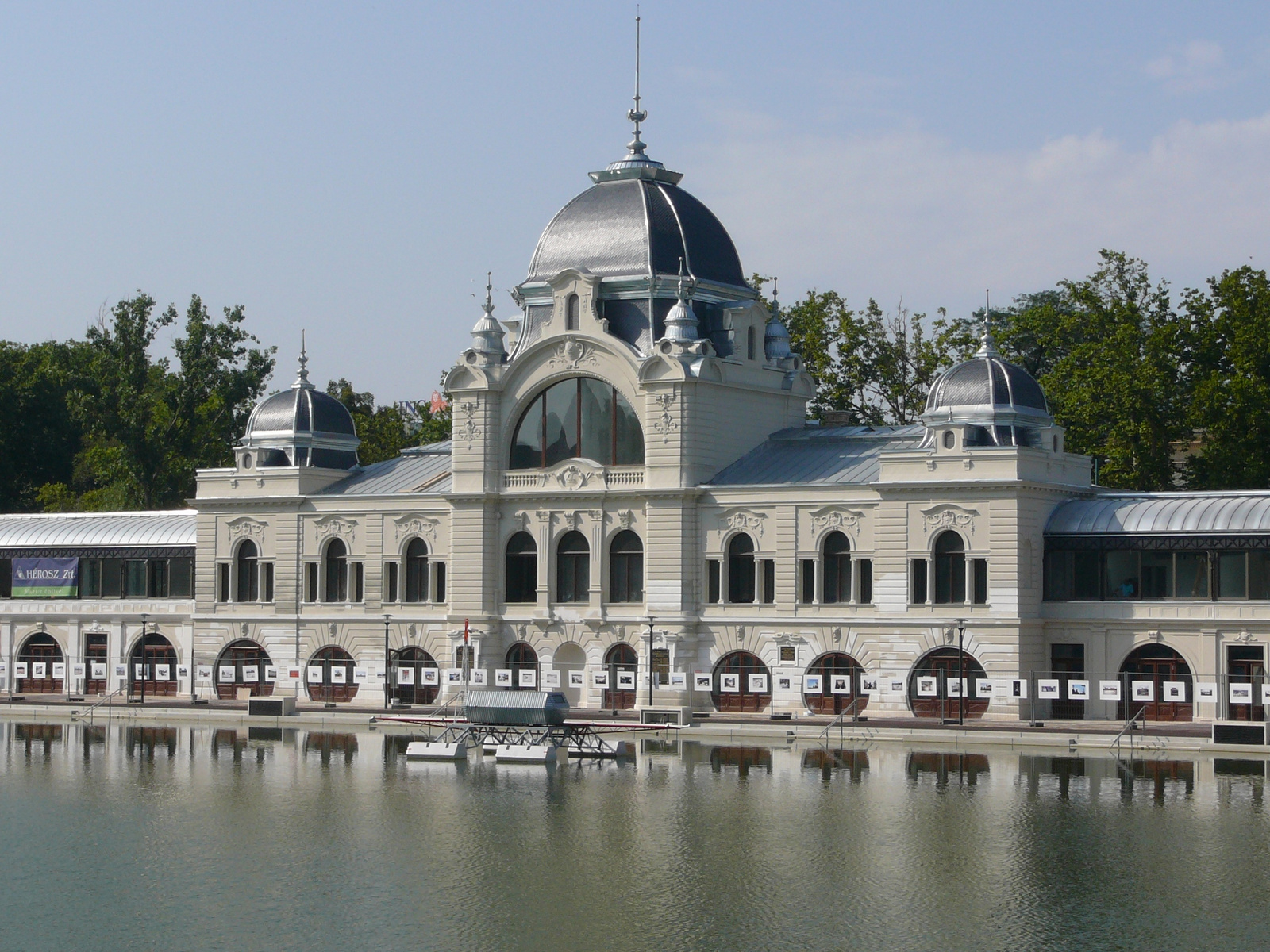
Il padiglione del Palaghiaccio d'estate
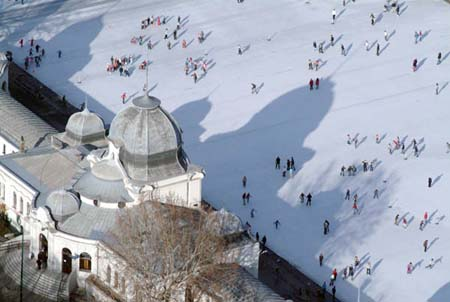
Il Palaghiaccio dall'alto
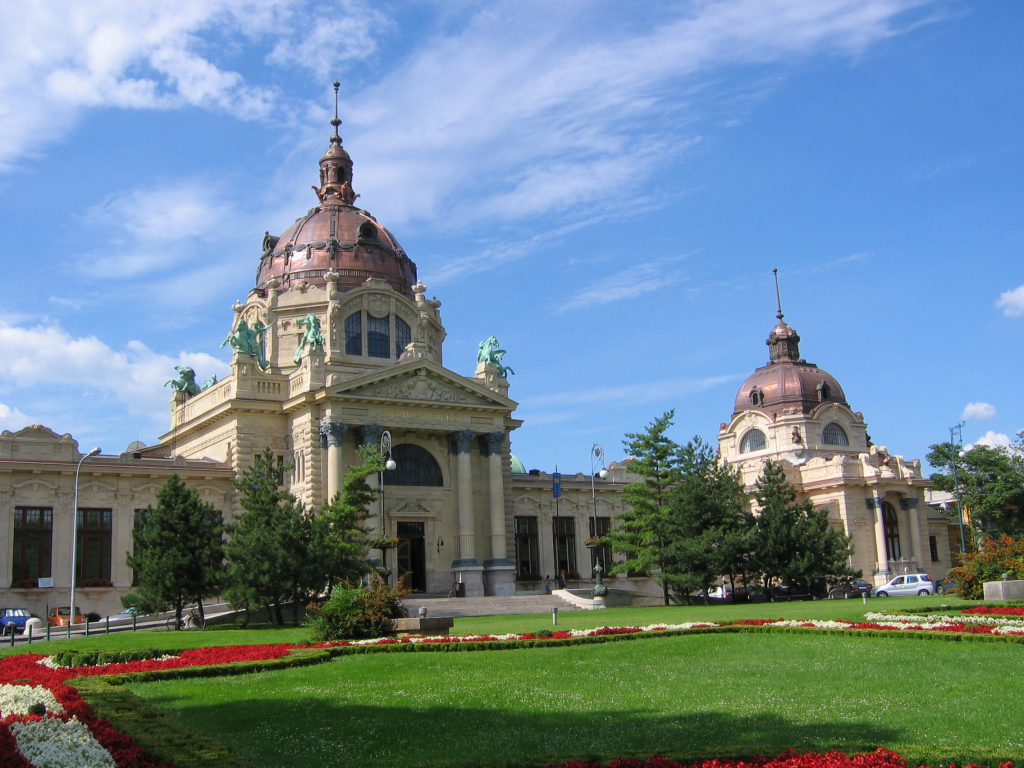
I Bagni Széchenyi
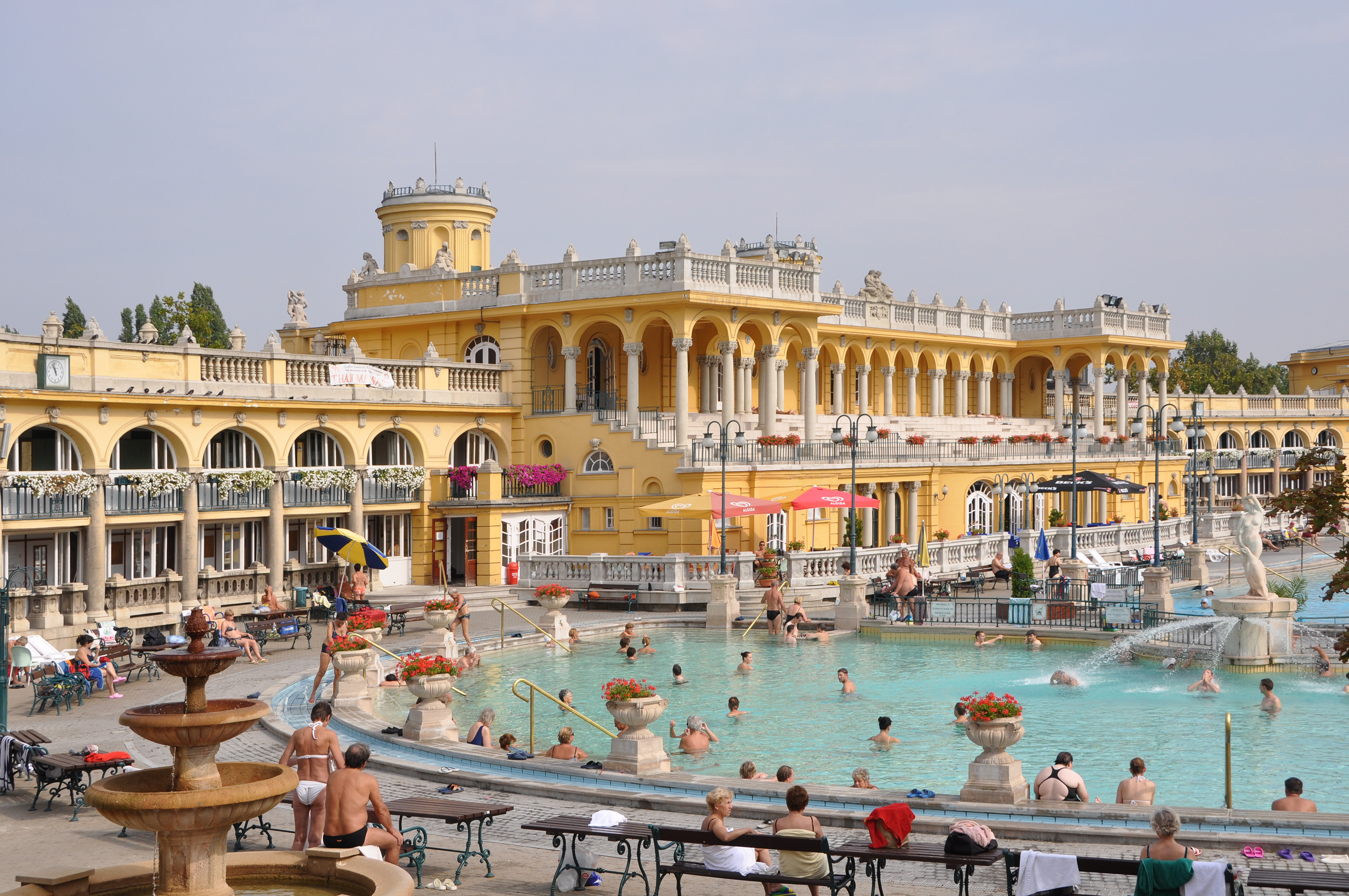
Le piscine aperte dei Bagni Széchenyi